# Klaas Anthony Worp
Klaas Anthony Worp (* 23. August 1943 in Arnheim) ist ein niederländischer Papyrologe.
Er studierte an der Universität Amsterdam, wo er 1972 promoviert wurde. 1972 bis 2005 lehrte er Papyrologie an der Universität Amsterdam. Von 2003 bis zu seinem Ruhestand 2008 war er Professor für Papyrologie an der Universität Leiden.
Seit 2001 ist er Mitglied der Königlich Niederländischen Akademie der Wissenschaften.

## Schriften (Auswahl)
- Einige Wiener Papyri (P. Vindob. Worp). Amsterdam 1972, ISBN 90-256-0632-6.
- mit Roger S. Bagnall und Pieter Johannes Sijpesteijn: Ostraka in Amsterdam collections. Zutphen 1976, ISBN 90-6255-201-3.
- mit Pieter Johannes Sijpesteijn: Zwei Landlisten aus dem Hermupolites (P. Landlisten). Zutphen 1978, ISBN 90-6255-207-2.
- mit Roger S. Bagnall: The chronological systems of Byzantine Egypt. Brill, Leiden 2004, ISBN 90-04-13654-1.